# Proletarski (Mostovskói, Krasnodar)
Proletarski (del ruso: Пролетарский) es un jútor del raión de Mostovskói del krai de Krasnodar, en el sur de Rusia. Está situado en la orilla izquierda del Gubs, poco después la altura de la desembocadura del río Kunak-Tau, afluente del Jodz, que es tributario del Labá, de la cuenca del Kubán, en el límite septentrional del Gran Cáucaso, 7 km al sudoeste de Mostovskói y 154 km al sudeste de Krasnodar, la capital del krai. Tenía 242 habitantes en 2010.
Pertenece al municipio Mostovskoye.